# Bisdom Tanjung Selor
Het bisdom Tanjung Selor (Latijn: Dioecesis Tanjungselorensis) is een rooms-katholiek bisdom met als zetel Tanjung Selor, hoofdstad van de provincie Noord-Kalimantan, in Indonesië. Het bisdom is suffragaan aan het aartsbisdom Samarinda. 

## Geschiedenis
Het bisdom werd opgericht op 9 januari 2002, uit delen van het bisdom Samarinda, en was suffragaan aan het aartsbisdom Pontianak. Op 29 januari 2003 veranderde het van kerkprovincie en werd suffragaan aan het nieuw verheven aartsbisdom Samarinda. 
Alle bisschoppen tot heden (2024) waren lid van de Missionarissen van de Heilige Familie (MSF).

## Parochies
Het bisdom had in 2022 een oppervlakte van 96.630 km2 en telde 959.000 inwoners waarvan 5,7% rooms-katholiek was.

## Bisschoppen
- Yustinus Harjosusanto (9 januari 2002 - 16 februari 2015)
- Paulinus Yan Olla (22 februari 2018 - heden)

## Galerij van afbeeldingen

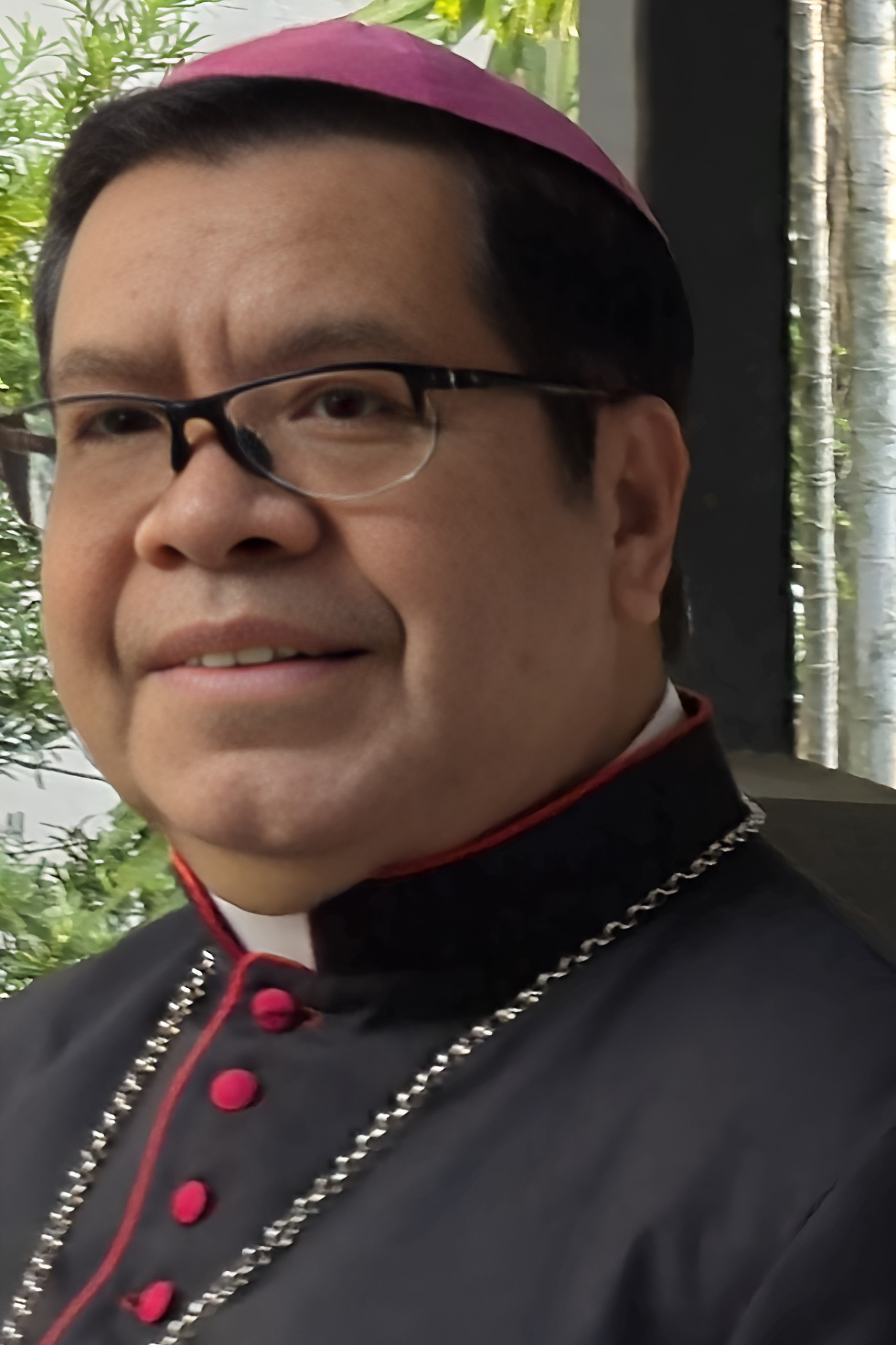
Bisschop Paulinus Yan Olla (2018-heden)
Kerkprovincie met aartsbisdom en suffragane bisdommen

Samarinda (aartsbisdom) · Banjarmasin · Palangkaraya · Tanjung Selor